# Achaius fulvipes
Achaius fulvipes är en stekelart som först beskrevs av Cameron 1905.  Achaius fulvipes ingår i släktet Achaius och familjen brokparasitsteklar. Inga underarter finns listade i Catalogue of Life.